# Chotynská pevnost
Chotynská pevnost (též Chotynský hrad nebo Chotyňská pevnost, ukrajinsky Хотинська фортеця) je hrad na pravém břehu řeky Dněstr v Chotynu, v Černovické oblasti na Ukrajině.
Ačkoli místo bylo vojensky využíváno od 10. století k ochraně hranic Kyjevské Rusi, stavba kamenné pevnosti byla zahájena v roce 1325. V osmdesátých letech 14. století a šedesátých letech 15. století byly provedeny rozsáhlé dostavby. Během 14. až 16. století sloužila pevnost jako rezidence moldavských knížat. Povětšinou měla ale válečnou historii, k níž jí předurčovala její strategická poloha – střežila severojižní přechod z východoevropských planin na Balkán, navíc se oblast (zvaná obvykle Besarábie) často dostávala pod kontrolu různých státních útvarů.
K nejslavnějším oblehnutím pevnosti patří bitva u Chotynu z roku 1621. V Chotyni se tehdy opevnila polsko-litevská unijní armáda podporovaná záporožskými kozáky Petra Konaševiče-Sahajdačného, který se v bitvě zvláště vyznamenal a utrpěl zde zranění, na které později zemřel. Čelili invazi osmanské armády vedené sultánem Osmanem II. Osmané, ač v dvojnásobné přesile, pevnost nakonec nedobyli. Roku 1991, u příležitosti 370 let od slavné bitvy, byla v pevnosti Sahajdačnému odhalena socha.
V pevnosti se točila řada sovětských historických a dobrodružných filmů, zvláště těch situovaných do středověké západní Evropy (Šípy Robina Hooda, D'Artagnan a tři mušketýři aj.). V roce 2007 byla Chotynská pevnost vyhlášena v populární anketě jedním ze Sedmi divů Ukrajiny.